# Smyslovye Gallutsinatsii
Smyslovye Gallutsinatsii (Смысловые галлюцинации), eller Gluki (Глюки), är en rysk rockgrupp bildad 1989 i Jekaterinburg. Gluki fick sitt genombrott med filmerna Brother och Brother II, där deras låt "Вечно молодой" finns med i soundtracket.